# Ferdinando Maria de' Rossi
Ferdinando Maria de' Rossi (Cortona, 3 agosto 1696 – Roma, 4 febbraio 1775) è stato un cardinale e patriarca cattolico italiano.

## Biografia
Nacque a Cortona il 3 agosto 1696.
Papa Clemente XIII lo elevò al rango di cardinale nel concistoro del 24 settembre 1759.
Morì il 4 febbraio 1775 all'età di 78 anni.

## Genealogia episcopale e successione apostolica
La genealogia episcopale è:
- Cardinale Scipione Rebiba
- Cardinale Giulio Antonio Santori
- Cardinale Girolamo Bernerio, O.P.
- Arcivescovo Galeazzo Sanvitale
- Cardinale Ludovico Ludovisi
- Cardinale Luigi Caetani
- Cardinale Ulderico Carpegna
- Cardinale Paluzzo Paluzzi Altieri degli Albertoni
- Cardinale Flavio Chigi
- Papa Clemente XII
- Cardinale Giovanni Antonio Guadagni, O.C.D.
- Cardinale Ferdinando Maria de' Rossi

La successione apostolica è:
- Arcivescovo Nicolaus Dinaricio (1745)
- Vescovo Sebastiano Bonaiuti (1747)
- Vescovo Luca Niccolò Recchi (1747)
- Vescovo Francesco Maria Colombani (1747)
- Vescovo Filippo Gentile (1747)
- Vescovo Tommaso Ignatius Antonio Sersale, C.R. (1748)
- Vescovo Francesco Saverio Maria Queralt y Aragona (1748)
- Vescovo Domenico Bozzoni (1749)
- Vescovo Antonio Francesco de Plato (1749)
- Vescovo Nicolò de Amato (1749)
- Vescovo Bonaventura Fabozzi, O.F.M.Obs. (1749)
- Vescovo Callisto Maria Palombella, O.S.M. (1749)
- Patriarca Domenico Giordani (1749)
- Vescovo Giovanni Paolo Calbetti (1749)
- Vescovo Michele di Tarsia, C.P.O. (1752)
- Vescovo Giacomo Guacci (1752)
- Vescovo Stefano Moràbito (1752)
- Vescovo Tommaso Pacelli (1752)
- Vescovo Gerardo Giannettasio (1752)
- Arcivescovo Marcello Papiniano Cusani (1753)
- Arcivescovo Domenico Zicari (1753)
- Vescovo Giuseppe Antonio Passanti (1753)
- Vescovo Francesco Antonio Bonaventura (1753)
- Vescovo Domenico Saverio Pulci-Doria (1754)
- Arcivescovo Giacomo Lieto (1754)
- Vescovo Francesco Saverio Stabile (1754)
- Vescovo Antonio Tripcovich (1754)
- Vescovo Stefano di Leoni (1754)
- Vescovo Aniello Broya (1755)
- Vescovo François Joseph Antoine de los Reyes (1756)
- Vescovo Pietro Domenico Scoppa (1756)
- Vescovo Mariano Amato (1757)
- Arcivescovo Marcello Capano Orsini (1759)
- Vescovo Jerolim Blaž Bonačić (1759)
- Vescovo Pietrangelo Ruggieri (1759)
- Vescovo Francesco Paolo Carelli (1761)
- Cardinale Giuseppe Simonetti (1761)
- Vescovo Prospero Celestino Meloni (1761)
- Vescovo Alfonso Maria de' Liguori, C.SS.R. (1762)
- Arcivescovo Nicola Filomarino, O.S.B.Coel. (1763)
- Vescovo Tommaso Agostino de Simone (1763)
- Vescovo Clemente Maria Bardini, O.S.B.Vall. (1763)
- Vescovo Giovanni Battista Coppola (1763)
- Vescovo Nicola Angelo Maria Landini, O.E.S.A. (1764)
- Vescovo Giovan Filippo Leonardo Vitetti (1764)
- Arcivescovo Francesco Brancia (1764)
- Vescovo Giovanni Calcagnini (1764)
- Vescovo Francesco Maria Trombini (1764)
- Arcivescovo Giuseppe de Rossi (1764)
- Vescovo Giuseppe Francesco Maria della Torre (1764)
- Vescovo Nicola Gagliardi (1764)
- Vescovo Giuseppe Aluffi (1764)
- Arcivescovo Jacques-Thomas Astesan, O.P. (1764)
- Arcivescovo Francesco Luserna Rorengo di Rorà (1764)
- Vescovo Tommaso Galli (1764)
- Vescovo Antonio Spedalieri (1764)
- Vescovo Giuseppe Maruca (1764)
- Vescovo Gaspare Barletta (1764)
- Vescovo Tommaso Taglialatela (1765)
- Vescovo Giovanni Pergolini (1765)
- Vescovo Francesco Saverio Romanelli (1765)
- Vescovo Pietro di Gennaro (1765)
- Arcivescovo Cesare Antonio Caracciolo, C.R. (1765)
- Vescovo Giovanni Battista Jurileo (1765)
- Vescovo Domenico de Dominicis (1766)
- Vescovo Domenico Giovanni Prosperi (1766)
- Vescovo Andrea Spana (1766)
- Vescovo Ferdinando de Vicariis, O.S.B. (1766)
- Arcivescovo Tommaso Battiloro (1766)
- Vescovo Johann Anton Miocevich (1766)
- Vescovo Stefano Ortiz Cortes, O.S.B. (1766)
- Vescovo Giambattista Donati (1766)
- Vescovo Bartolomeo Amoroso (1766)
- Vescovo Tommaso Zarone (1766)
- Vescovo Michelangelo Monticelli (1766)
- Vescovo Andrea Tortora (1766)
- Vescovo Nicolaus Difnico (1767)
- Vescovo Carlo Gagliardi (1767)
- Vescovo Francesco d’Afflitto (1767)
- Vescovo Angelo Luigi Gioviio, O.S.B. (1767)
- Vescovo Ciriaco Vecchioni (1767)
- Vescovo Francesco Broccoli (1767)
- Vescovo Domenico Andrea Vegni (1767)
- Vescovo Giovanni Giacomo Onorati (1768)
- Vescovo Agostino Felice de' Rossi (1768)
- Vescovo Alessandro Galletti (1768)
- Vescovo Antonio Vigliarolo (1768)
- Vescovo Domenico Russo (1768)
- Vescovo Benedetto Maria dei Monti Sanfelice, O.S.B. (1768)
- Arcivescovo Luigi Amici (1768)
- Vescovo Giuseppe Bucarelli (1769)
- Vescovo Michelangelo della Peruta (1769)
- Arcivescovo Gaetano Maria Capece, C.R. (1769)
- Vescovo Giovanni Capece (1770)
- Arcivescovo Adelmo Gennaro Pignatelli di Belmonte, O.S.B. (1770)
- Vescovo Orazio Berarducci (1770)
- Vescovo Pietro Maria Vannucci (1770)
- Vescovo Jean Davoust, M.E.P. (1771)
- Vescovo Francesco Polesini (1772)
- Vescovo Giovanni Antonio Francisco de Nobili, Sch.P. (1772)
- Vescovo Fabio Maria Palumbo, O.S.B. (1772)
- Vescovo Francesco Maria Sorgo Bobali, O.F.M. (1772)